# Sue (Fukuoka)
Pour les articles homonymes, voir Sue.
Sue (須恵町, Sue-machi) est un bourg du district de Kasuya, dans la préfecture de Fukuoka, au Japon.

## Géographie

### Démographie
Au 1er août 2014, la population de Sue s'élevait à 27 032 habitants répartis sur une superficie de 16,33 km2.